# Phaonia nepenthincola
Phaonia nepenthincola este o specie de muște din genul Phaonia, familia Muscidae, descrisă de Stein în anul 1909. Conform Catalogue of Life specia Phaonia nepenthincola nu are subspecii cunoscute.